# Omalodes chapadae
Omalodes chapadae är en skalbaggsart som beskrevs av Lewis 1908. Omalodes chapadae ingår i släktet Omalodes och familjen stumpbaggar. Inga underarter finns listade i Catalogue of Life.